# Teh tarik
Teh tarik (nghĩa đen là "trà kéo") là một loại trà sữa nóng truyền thống của Malaysia, Indonesia, Singapore và Thái Lan. Tên gọi "teh tarik" xuất phát từ khâu chế biến loại trà này, người ta đổ liên tục nước trà từ cốc này sang cốc khác, tạo nên lớp bọt dày. Thành phần của trà làm từ trà đen đậm đặc trộn với sữa đặc. Teh tarik là thức uống quốc dân của Malaysia

## Từ nguyên
Teh tarik là từ ghép gồm 2 từ tiếng Malay: "teh" có nghĩa là "trà" và "tarik" nghĩa là "kéo". Từ "Teh" bắt nguồn từ tiếng Mân Tuyền Chương: 茶 (trà).

## Nguồn gốc là lịch sử

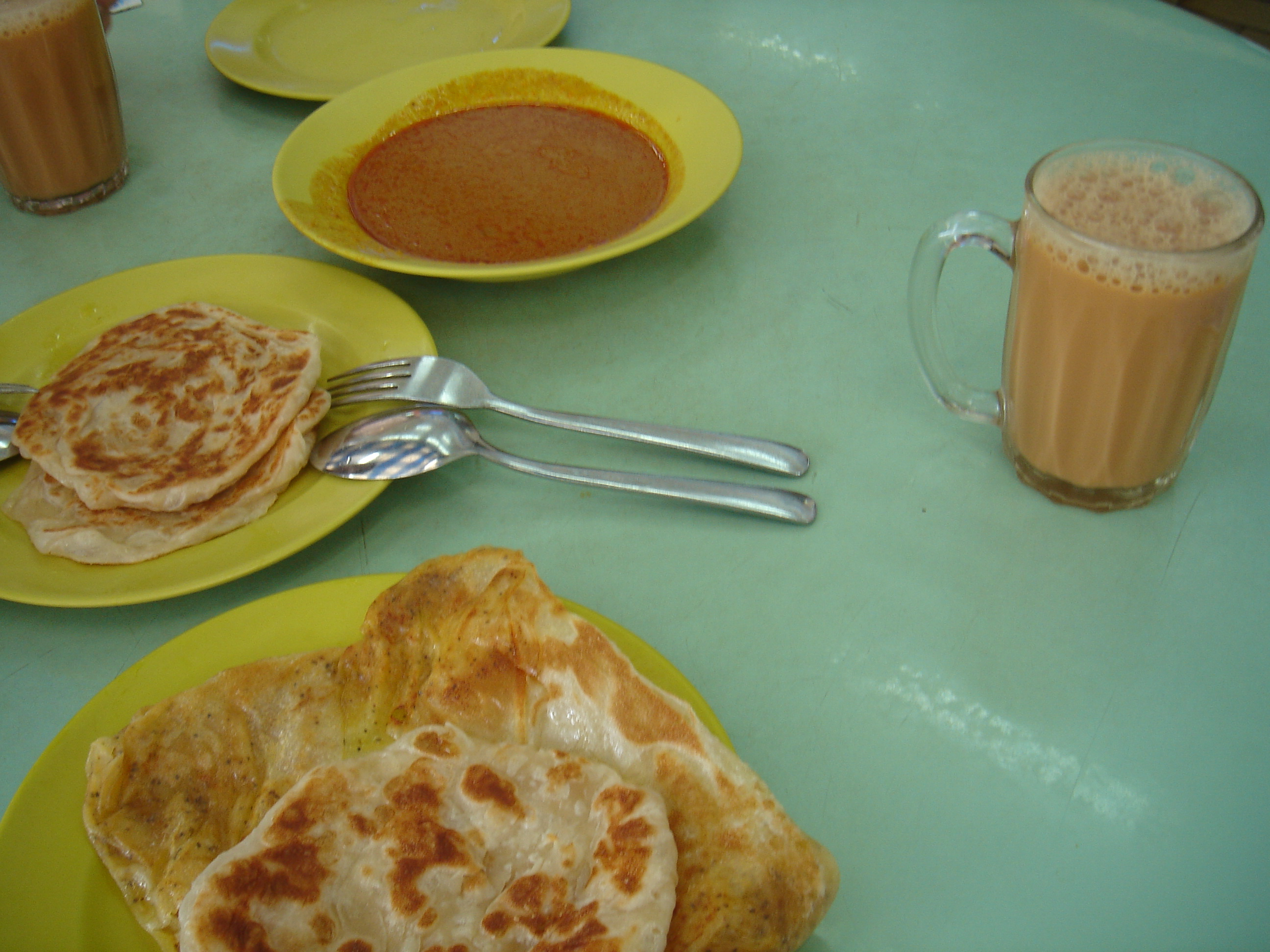
Món roti canai được dùng kèm với teh tarik tại một quán ăn ở Jalan Kayu, Singapore